# Critério de informação de Akaike
O critério de informação de Akaike (AIC) é uma métrica que mensura a qualidade de um modelo estatístico visando também a sua simplicidade. Fornece, portanto, uma métrica para comparação e seleção de modelos, em que menores valores de AIC representam uma maior qualidade e simplicidade, segundo este critério.
É fundamentado na teoria da informação. Quando um modelo estatístico é usado para representar um determinado processo, a representação nunca será exata, ou seja, o modelo nunca será perfeito e certamente algumas informações serão perdidas. O AIC estima a quantidade relativa de informação perdida por um determinado modelo: quanto menos informações um modelo perde, maior a qualidade desse modelo e menor a pontuação AIC.
Ao estimar a quantidade de informação perdida por um modelo, o AIC lida com o balanço entre a qualidade e parcimônia de um modelo, ou seja, lida tanto com sobreajuste quanto com subajuste.
Além disso, a base lógica do AIC se encaixa no princípio da Navalha de Occam. Segundo este princípio, dadas duas hipóteses (modelos estatísticos) de mesmo poder explicativo para determinado fenômeno, a hipótese mais simples têm maior chance de estar correta. O AIC leva em conta e penaliza a complexidade dos modelos e tende a favorecer a escolha de modelos mais simples.
O AIC foi formulado pelo estatístico japonês Hirotugu Akaike e atualmente é uma das ferramentas amplamente utilizadas na inferência estatística.

## Definição
Considere um determinado modelo estatístico, ajustado de acordo com dados observados. Seja {\displaystyle k} o número de parâmetros de tal modelo e {\displaystyle {\hat {L}}} o valor máximo da função de verossimilhança. Então, o valor de AIC do modelo considerado é dado por:
{\displaystyle AIC=2k-2\ln({\hat {L}}).}
Dado uma coleção de modelos candidatos para os dados, o modelo com menor AIC é o escolhido de acordo com este critério. Assim, o AIC bonifica a qualidade de ajuste (altos valores para a função de verossimilhança) e, por outro lado, penaliza a quantidade de parâmetros do modelo. Tal pênalti auxilia na prevenção de sobreajuste, o que é desejado, uma vez que aumentar o número de parâmetros geralmente melhora a qualidade do modelo.
Suponha que os dados são gerados por um modelo {\textstyle f}. Considere então dois modelos candidatos para representá-lo, digamos, {\textstyle g_{1}}e {\textstyle g_{2}}. Na prática, não conhecemos o "verdadeiro" modelo {\textstyle f}, mas se o conhecêssemos, poderíamos determinar a perda de informação através da Divergência de Kullback-leibler, digamos, {\textstyle D_{KL}(f||g_{1})} e {\textstyle D_{KL}(f||g_{2})} respectivamente, e escolher o que minimiza a perda de informação.
Como não conhecemos o modelo gerador dos dados, não podemos determinar tais medidas. Akaike (1974) propôs uma solução, mostrando que, contudo, podemos estimar, via AIC, o quanto de informação é perdida ao se utilizar {\textstyle g_{1}}e {\textstyle g_{2}}. Entretanto, a estimativa é válida somente assintoticamente: se o tamanho amostral é pequeno, então é aconselhável utilizar uma correção para um tamanho amostral pequeno (ver AICc abaixo).
Note que o AIC não fornece uma medida de qualidade do modelo global, apenas relativa no que diz respeito à comparação entre modelos candidatos. Dessa forma, se todos os modelos propostos se ajustam mal aos dados, o AIC não explicita tal fato.

## Modificação para tamanhos amostrais pequenos
Quando o tamanho amostral é tido como pequeno, é provável que ao se utilizar o AIC, escolhamos modelos menos parcimoniosos. Desse modo, uma correção do AIC para se evitar um possível sobreajuste neste caso é dada por:
{\displaystyle AICc=AIC+{\dfrac {2k^{2}+2k}{n-k-1}},}
em que {\textstyle n} representa o tamanho amostral.

Note que quando {\textstyle n\to \infty }, então {\textstyle AICc\to AIC}.